# Lasioglossum anguliceps
Lasioglossum anguliceps är en biart som först beskrevs av Morawitz 1893.  Lasioglossum anguliceps ingår i släktet smalbin, och familjen vägbin. Inga underarter finns listade i Catalogue of Life.